# Сиденснер, Александр Карлович
Александр Карлович Сиденснер (фин. Alexander Sidensnöre, Александр Сиденснёре; 25 апреля 1842 – после 1917) – адмирал (1907) Русского императорского флота, старший флагман Балтийского флота.

## Происхождение
Происходил из дворян Великого Княжества Финляндского. Родился в семье офицера флота (в дальнейшем — вице-адмирала) Карла Карловича Сиденснера (1809—1886).

## Служба
23 октября 1860 года произведен в гардемарины. В 1862-1863 годах совершил кругосветное плавание на корвете «Новик». По возвращении из плавания, 4 февраля 1863 года произведен в мичманы со старшинством с 23 февраля 1862 г и 28 февраля 1863 года зачислен в 6-й флотский экипаж.
В 1864-1865 годах служил на корветах «Калевала» и «Богатырь» в Тихом океане. 1 января 1866 года произведен в лейтенанты. В 1868-1869 годах в должности вахтенного начальника служил на корвете «Аскольд» в Средиземном море. В 1871-1872 годах служил на клипере «Абрек» в Балтийском море и Тихом океане. 
В 1873-1874 годах командовал винтовой лодкой «Соболь» у китайских берегов. В 1876 году произведен в капитан-лейтенанты. В 1877 году награжден орденом Св. Станислава II степени. 15 октября 1877 года назначен старшим офицером фрегата  «Герцог Эдинбургский».
10 июля 1978 года назначен командиром парохода «Петербург». 31 июля 1878 года уволен для службы на коммерческих судах. В 1879 году награжден орденом Св. Анны II степени. 4 февраля 1882 года зачислен на действительную службу.   
30 марта 1884 года назначен командиром канонерской лодки «Дождь». 26 февраля 1885 года произведен в капитаны 2-го ранга. 1 января 1886 года назначен командиром башенной броненосной лодки «Русалка». В 1886 году «за выслугу 25 лет» награжден орденом Св. Владимира IV степени с бантом. 
В 1889 году произведен в капитаны 1-го ранга. В 1890-1892 годах командовал броненосной батареей «Кремль». 20 января 1892 года. назначен командиром броненосца береговой обороны «Адмирал Грейг» и 13-го флотского экипажа. 
В 1893-1894 годах командовал строящимся эскадренным броненосцем «Сисой Великий».
6 декабря 1894 года произведен в контр-адмиралы. 26 января 1898 года назначен младшим флагманом Практической эскадры Черного моря. 7 февраля 1899 года назначен младшим флагманом Практической эскадры Чёрного моря. 9 апреля 1901 года назначен младшим флагманом 1-й флотской дивизии. 22 августа 1901 года пожалован знаком отличия «XL лет беспорочной службы».
6 декабря 1901 года произведен в вице-адмиралы с назначением старшим флагманом 2-й флотской дивизии. 9 февраля 1904 года назначен старшим флагманом Балтийского флота.  6 декабря 1904 года награжден орденом Св. Владимира II степени. 19 ноября 1907 года произведен в адмиралы с увольнением в отставку.

## Семья
- Супруга — Евгения Александровна, урожденная Левстрём (1857—?).

Сыновья
- Сергей — агроном, чиновник департамента земледелия
- Александр (1895—1943) — русский и советский моряк, мичман (6.11.1914), командир гидрографического судна «Папанин», репрессирован в 1937 году, реабилитирован в 1958 году.

## Сочинения
- Сиденснер А. К. Адмирал Геннадий Иванович Невельской: к столетию дня его рождения. — СПб.: Типография морского министерства, 1914. — 204, 10 л. ил., карт. с. (полный текст онлайн)
- Сиденснер А. К. Сведения о Мурманском береге, собранные летом 1896 года контр-адмиралом Сиденснером. — СПб.: Типография морского министерства, 1897. — 102 с. (полный текст онлайн)